# Tatort: Tiere der Großstadt
Tiere der Großstadt ist ein Fernsehfilm aus der Krimireihe Tatort, der erstmals am 16. September 2018 ausgestrahlt wurde. Es ist die 1066. Folge der Reihe und der achte Fall des Berliner Ermittlerteams Rubin und Karow.

## Handlung
Die Ermittler Nina Rubin und Robert Karow werden kurz hintereinander an zwei Tatorte gerufen. Mitten auf dem Kurfürstendamm wird die Leiche eines Kioskbetreibers in einem Automatencafé und im Grunewald die einer toten Joggerin gefunden. Im Fall des Kioskbetreibers ist die Auffindesituation sehr merkwürdig, denn Tom Menke befindet sich in einem von außen so ohne Weiteres nicht zugänglichen Kiosk. Außer ihm gibt es nur den Kaffeeroboter, der den Kioskbetrieb allein bewältigt und über eine Sprachsteuerung die Bestellung der Kunden aufnimmt und autonom ausführt. Menschliche Mitarbeit ist lediglich in Havariefällen nötig oder zur Nachbestückung von Lebensmitteln und Material. Der Tote weist eine nicht sehr große Einstichstelle im Genick auf. Aufgrund von Blutanhaftungen scheint ein Arbeitsgerät des Roboters die Tatwaffe zu sein. Die Frage ist nun, wer konnte in den Kiosk eindringen und ihn nach der Tat wieder verschließen? So liegt der Verdacht nahe, dass der Roboter der Täter war, was wiederum zu vernachlässigen ist, weil die Automatik so eingestellt ist, dass die Maschine automatisch in einen Sicherheitsmodus fährt, sobald die Tür geöffnet wird und sich jemand in seinem Arbeitsbereich befindet. Nach Auswertung der Überwachungskameras rund um den Tatort ist auszuschließen, dass ein Unbekannter in den Kiosk eingedrungen ist. Fingerabdrücke im Innenbereich gibt es nur vom Besitzer und seiner Frau. Der Hersteller des Roboters versichert Kommissar Karow, dass es unmöglich ist, dass „sein“ Modell einen Funktionsfehler hatte. Die Programmierung sei recht einfach, denn man müsse diesem Modell die nötigen Bewegungen nur zeigen und als neue Einstellung speichern, bzw. als einmalige Ausführung vorprogrammieren. Nach Auslesen der Daten des Roboters, welche Bewegungen er im Tatzeitraum ausgeführt hatte, steht zweifelsfrei fest, dass tatsächlich die Maschine den Besitzer mit einem gezielten Stich ins Genick getötet hat. Obwohl die Ehefrau angegeben hatte, von der Programmierung des Gerätes nichts zu verstehen, kann Karow ihr das Gegenteil beweisen. Nach seinen Ermittlungen hatte Tom Menke eine Geliebte und als seine Ehefrau von ihm erfahren musste, dass er sie verlassen wollte, fasste Kathrin Menke den Entschluss, ihren Mann umzubringen. In der Tatnacht benachrichtigte sie ihn, dass der Tank im Kiosk verstopft sei, damit er gleich nachsehe. Das tat er und so war das Hantieren an dem Tankventil das Signal für den Roboter, die ihm einprogrammierten Bewegungen auszuführen. Karow nimmt die geständige Kathrin Menke fest.
Im Fall der toten Joggerin haben Wildschweine und einsetzender Regen kaum verwertbare Spuren hinterlassen. Anhand einer Vermisstenmeldung kann das Opfer als Carolina Gröning identifiziert werden. Nach Aussagen des Ehemannes ging seine Frau regelmäßig im Grunewald joggen. An ihrem Todestag wurde sie von einem Wildschwein angefallen, das ihr die Oberschenkelarterie aufriss, sodass sie daran verblutete. Wäre rechtzeitig Hilfe vor Ort gewesen, hätte die Frau gerettet werden können. Kommissarin Rubin mag nicht so recht an einen einfachen Unfall glauben. Die Familiensituation der Grönings war recht angespannt, seit ihr gemeinsames Kind gestorben war. Während Reno Gröning die Erinnerung an seinen Sohn mit allen Mitteln aufrechterhalten und keine weiteren Kinder haben wollte, sah seine Frau das in letzter Zeit anders. Sie konnte allmählich die „Vergötterung“ ihres toten Sohnes durch ihren Mann nicht mehr ertragen und wollte aus der Familie ausbrechen. Als Kommissarin Rubin Gröning mit ihrer Vermutung konfrontiert, räumt er ein, seiner Frau nach dem Wildschweinangriff nicht geholfen zu haben. Er sei wie gelähmt gewesen und sah das Ganze wie eine Art Gottesurteil. Rubin nimmt ihn nun wegen Totschlags durch Unterlassen fest.

## Hintergrund
Der Film wurde vom 16. Januar 2018 bis zum 13. Februar 2018 in Berlin gedreht, die Szenen des Robotik-Labors unter anderem im Ottobock-Science-Center.

## Rezeption

### Einschaltquote
Die Erstausstrahlung von Tiere der Großstadt am 16. September 2018 wurde in Deutschland von 8,10 Millionen Zuschauern gesehen und erreichte einen Marktanteil von 24,9 % für Das Erste.

### Kritiken
Christine Holthoff von der WAZ urteilte: „Die Inhaltsangabe des Berliner ‚Tatort‘ ließ zunächst nichts Gutes erwarten. Ein Coffeeshop, in dem ein Roboter ausschenkt, eine Bloggerin, die die Leiche findet – das klang stark nach Berlin-Klischees. Doch dann entpuppte sich der achte Fall der Kommissare Nina Rubin (Meret Becker) und Robert Karow (Mark Waschke) als starkes, weil innovativ erzähltes Stück über die Ambivalenz von Natur und Technik. Und überließ dabei nichts, aber auch wirklich gar nichts dem Zufall. […] Dieses Spiel zwischen Technik und Natur zieht sich durch den ganzen ‚Tatort‘. Nicht in der Lesart Böse gegen Gut, sondern in dem Bemühen, Graustufen zu zeigen.“
Bei der NZZ wertete Claudia Schwartz ähnlich und schrieb: „Der Berliner ‚Tatort‘ mit Meret Becker und Mark Waschke, ‚Tiere der Grossstadt‘, beschwört Zeichen und Wunder, statt auf die üblichen Verdächtigen zu setzen. Sehenswert!“
Christian Buß von Spiegel Online meinte: „Nach dem in jedem Sinne formatsprengenden Meta-‚Tatort‘ aus der Berlinale-Zeit Anfang des Jahres ist ‚Tiere der Großstadt‘ ein weiterer moderner Berlin-Krimi geworden, der weitgehend ohne Panikmache und Kulturpessimismus über Fluch und Segen des vollautomatisierten Hauptstadtlebens erzählt. Gelegentliche Übertreibungen und Ungereimtheiten verzeihen wir gerne.“
Bei der FAZ schrieb Heike Hupertz: „Der Regisseur Roland Suso Richter macht […] das Beste aus der aufgesetzten Vorlage. Er findet filmisch sinnliche Bilder und Einstellungen, die der Theorie mit Anschauung vom Kopf auf die Füße helfen. Als sog- und rätselhafte Assoziationsfolge nächtlicher Großstadtbilder und ihrer beschleunigten Mobilität überzeugt schon der Auftakt (Schnitt Patrick Wilfert).“ „Die Inszenierung macht aus einem eindeutigen Buch gekonnt eine mehrdeutige Zukunftsangelegenheit.“